# Power Drive Rally
Power Drive Rally es un videojuego de carreras de 1995 desarrollado por Rage Software y publicado por Time Warner Interactive para Atari Jaguar. Es una conversión del juego de carreras de 1994 Power Drive, que se lanzó en múltiples plataformas. El juego, que gira en torno al rally, presenta seis vehículos y circuitos reales basados en ocho ubicaciones de todo el mundo. Los jugadores participan en varios eventos de carreras y ganan dinero al clasificar o ganar para continuar la temporada de rally y reparar los daños del automóvil.
Power Drive Rally fue programado por Peter Johnson, quien escribió varios títulos para Ocean Software, siendo su primer y único trabajo en el Jaguar. Johnson y el artista Phillip Nixon se unieron a Rage y se les ofreció la oportunidad de adaptar la versión de SNES de Power Drive al Jaguar. La producción comenzó en febrero de 1994, con Johnson y Nixon trabajando inicialmente desde casa antes de mudarse al estudio de Rage en Newcastle. El equipo aprovechó el hardware del Jaguar para producir entornos detallados y una vista de juego más amplia.
Power Drive Rally recibió una recepción media por parte de los críticos; se elogiaron los gráficos, la variedad de pistas, las diversas condiciones climáticas y los múltiples vehículos, pero otros expresaron opiniones encontradas sobre los controles y la jugabilidad. Algunos críticos también criticaron la calidad del audio, la corta duración y la imposibilidad de jugar con dos personas simultáneamente. Los comentarios retrospectivos sobre el título han sido generalmente favorables.

## Jugabilidad
Al igual que Power Drive (1994), Power Drive Rally es un juego de carreras que se juega desde una perspectiva de arriba hacia abajo similar a Super Sprint y Micro Machines. El jugador participa en una temporada de rally en múltiples pistas repartidas en ocho lugares alrededor del mundo: Inglaterra, Finlandia, Italia, Arizona, Francia, Suecia, Kenia y Córcega. El jugador comienza con $28,000 y elige uno de dos vehículos: un Fiat Cinquecento o un Mini Cooper S. Cada pista tiene diferentes condiciones climáticas que afectan el manejo y la respuesta del vehículo durante la carrera.
Hay varios tipos de eventos de carreras en la temporada que van desde una única carrera de clasificación, rallycross, etapas especiales y pruebas de habilidad. Los eventos de rallycross son carreras contra un oponente controlado por computadora. Los eventos de etapa especial implican que el jugador compita contra el reloj. Las pruebas de habilidad requieren que el jugador pruebe sus habilidades de conducción en una serie de obstáculos y el cronómetro es penalizado si se derriba algún cono de tráfico. Durante el juego, el co-navegante del jugador anuncia los giros entrantes y los peligros. Los daños a cualquier componente afectarán el manejo y el rendimiento del vehículo en la pista.
El jugador gana dinero al clasificarse o ganar para continuar la temporada y reparar los daños del coche. También hay objetos para recolectar ubicados en puntos predeterminados en las pistas, incluido dinero, un cronómetro que congela el tiempo durante cinco segundos y nitroso para darle al jugador un impulso de velocidad. A medida que avanza el juego, el jugador puede comprar un vehículo de clase superior con el dinero ahorrado, como un Renault Clio, un Vauxhall Astra, un Ford Escort RS Cosworth o un Toyota Celica GT-Four. Hay seis vehículos en total, cada uno dividido en tres grupos. Si no se clasifica para el siguiente evento de carreras, se deberá pagar una tarifa de reingreso para volver a intentarlo y el juego termina después de quedarse sin fondos, aunque el jugador puede reanudar su progreso a través de una función de guardado. Además, el juego también cuenta con un modo de práctica con cuatro pistas y un modo multijugador.

## Desarrollo
Power Drive Rally para el Atari Jaguar es una conversión del juego de videojuego de carreras de 1994 Power Drive, que se lanzó en múltiples plataformas, incluidas SNES y PC. El juego fue creado por Rage Software, que también desarrolló Power Drive. Fue programado por Peter Johnson, quien escribió varios títulos para Ocean Software como la versión Amiga de RoboCop (1989), siendo su primer y único trabajo en el Jaguar. El artista Phillip Nixon, exmiembro del personal de Tynesoft y Flair Software, fue responsable de las ilustraciones y los mapas. La música fue compuesta por Gordon Hall, quien luego compuso la banda sonora de Millennium Soldier: Expendable y trabajó como diseñador de sonido en Venom Games. Johnson y Nixon se unieron a Rage y se les ofreció la oportunidad de portar la versión para SNES de "Power Drive" al Jaguar.
La producción comenzó en febrero de 1994, con Johnson y Nixon trabajando inicialmente desde casa antes de mudarse al estudio de Rage en Newcastle. Nixon creó todos los paisajes, los vehículos prediseñados y la interfaz de usuario desde cero, al tiempo que reutilizaba y actualizaba algunas de las ilustraciones originales de SNES para aprovechar la paleta de colores del Jaguar y producir paisajes detallados. El equipo también aprovechó las capacidades de mayor resolución de pantalla de Jaguar para reducir los objetos y ofrecer una vista de juego más amplia. El procesador Blitter de Jaguar se utiliza para controlar hasta seis capas de gráficos, además de rastrear colisiones y detectar daños en el vehículo durante el juego. El juego funciona a una velocidad de hasta 50 cuadros por segundo, ya que el plan desde el principio era que funcionara sin problemas. Johnson elogió el hardware del Jaguar por su potencia de procesamiento, pero afirmó que no confiaría demasiado en el procesador Blitter si tuviera que rehacer "Power Drive Rally". Nixon lo recuerda como uno de sus juegos favoritos, pero dijo que mejoraría algunos de los recursos ambientales que, en retrospectiva, consideraba "basura".

## Lanzamiento
El juego se mostró por primera vez en el Summer Consumer Electronics Show de 1994 bajo el nombre de Rage Rally, y su lanzamiento estaba previsto para mayo de 1995. Los primeros avances antes del lanzamiento promocionaban soporte multijugador con el periférico JagLink. El juego hizo apariciones en otras ferias comerciales como el CES de invierno de 1995, el ECTS Spring de 1995 y el E3 1995 bajo su título final, Power Drive Rally. Posteriormente se programó para su lanzamiento en agosto de 1995 y se mostró durante un evento organizado por Atari Corporation denominado "Fun 'n' Games Day". El juego fue publicado por Time Warner Interactive en América del Norte el 9 de octubre de 1995, seguido de un lanzamiento europeo el mismo mes.

## Recepción
Power Drive Rally recibió una recepción promedio por parte de los críticos. Los tres críticos de GameFan elogiaron el juego por tener uno de los mejores gráficos del Atari Jaguar. También celebraron las condiciones variables del clima y la superficie, los controles y la jugabilidad, pero criticaron el audio. Lawrence Neves, de GamePro, lo calificó como una mala imitación de Micro Machines. Consideró que las pistas del juego estaban visualmente bien definidas, pero criticó sus controles y paisajes sonoros. Patrick Baggatta de Game Players destacó la presentación audiovisual del juego, los numerosos recorridos, las variadas condiciones climáticas y los múltiples vehículos, pero consideró que la acción era lenta. Next Generation encontró que los eventos de prueba de habilidades eran divertidos y destacó los gráficos pulidos, así como la variedad de pistas, condiciones climáticas y autos.
Geoff Higgins de VideoGames criticó al copiloto por ser molesto y encontró difíciles las pistas de prueba de habilidad. Sin embargo, dijo que las fluidas visuales del juego y la facilidad de manipulación del auto lo hicieron divertido. VideoGames lo nombró "Mejor juego de Jaguar/Jaguar CD" de 1995, por encima de Cannon Fodder y Highlander: The Last of the MacLeods. David Msika de CD Consoles encontró el juego muy divertido, citando la diversidad de pistas y condiciones climáticas, pero sintió que sus gráficos simples no aprovechaban las capacidades del Jaguar. También desaprobó el departamento de audio y la imposibilidad de jugar con dos personas simultáneamente. Nini Nourdine de Joypad elogió los aspectos visuales del juego, las voces en off del copiloto y la jugabilidad, pero consideró que su corta duración era un defecto.
Christophe Delpierre de Player One elogió la calidad visual y la jugabilidad del juego, pero consideró que la música era olvidable y criticó la imposibilidad de jugar con otros jugadores simultáneamente en lugar de por turnos. Un editor de la publicación alemana ST-Computer destacó la atención al detalle del juego en los gráficos y las convincentes características de conducción de los vehículos, pero criticó su mala calidad de audio. Les Ellis, de GamesMaster, lo consideró un juego de carreras decepcionante para Jaguar y criticó el ruido del motor, las pistas y la jugabilidad poco imaginativas. También consideró que los gráficos no eran una mejora importante con respecto a las versiones de Sega Mega Drive y SNES. Iain Laskey de Atari World destacó las numerosas pistas del juego y la dinámica de conducción realista, pero señaló su dificultad en los niveles posteriores.
Marc Abramson, de la revista francesa ST Magazine, elogió la colorida presentación gráfica del juego, pero lamentó que el modo multijugador consistiera en turnos. Ultimate Future Games comparó el juego con Micro Machines y lo encontró adictivo, aunque a veces sintió que era lento. Jan Schweinitz de Video Games dijo que su diseño y jugabilidad estaban obsoletos, mientras que Stuart Campbell de ST Format encontró el juego aburrido y superficial. Keita Iida de Atari Gaming Headquarters escribió que "Si bien Power Drive Rally es un juego sencillo sin el dinamismo que tienen los juegos de PlayStation o Saturn, es divertido de todos modos y una compra obligada si lo único que tienes es una Jaguar".

### Cobertura retrospectiva
Los comentarios retrospectivos sobre Power Drive Rally han sido favorables. Gregory D. George de The Atari Times encontró el juego divertido, pero señaló que los controles a veces pueden parecer al revés. Brett Daly de Jaguar Front Page News (una parte de la red GameSpy) lo consideró una mejora sustancial con respecto a la versión para Mega Drive, elogiando sus gráficos coloridos y detallados, su departamento de sonido y sus controles. El autor Andy Slaven lo llamó uno de los juegos más entretenidos de la Jaguar. Retro Gamer lo consideró como uno de los mejores juegos de carreras de arriba hacia abajo de su época, mientras que PCMag dijo que disfrutaron del juego porque estaba bien diseñado.